# Arnold Mardersteig
Arnold Mardersteig (* 3. Februar 1898 in Weimar; † 1988) war ein deutscher Marineoffizier, zuletzt Fregattenkapitän der Kriegsmarine, Kunsthistoriker und Journalist.

## Leben

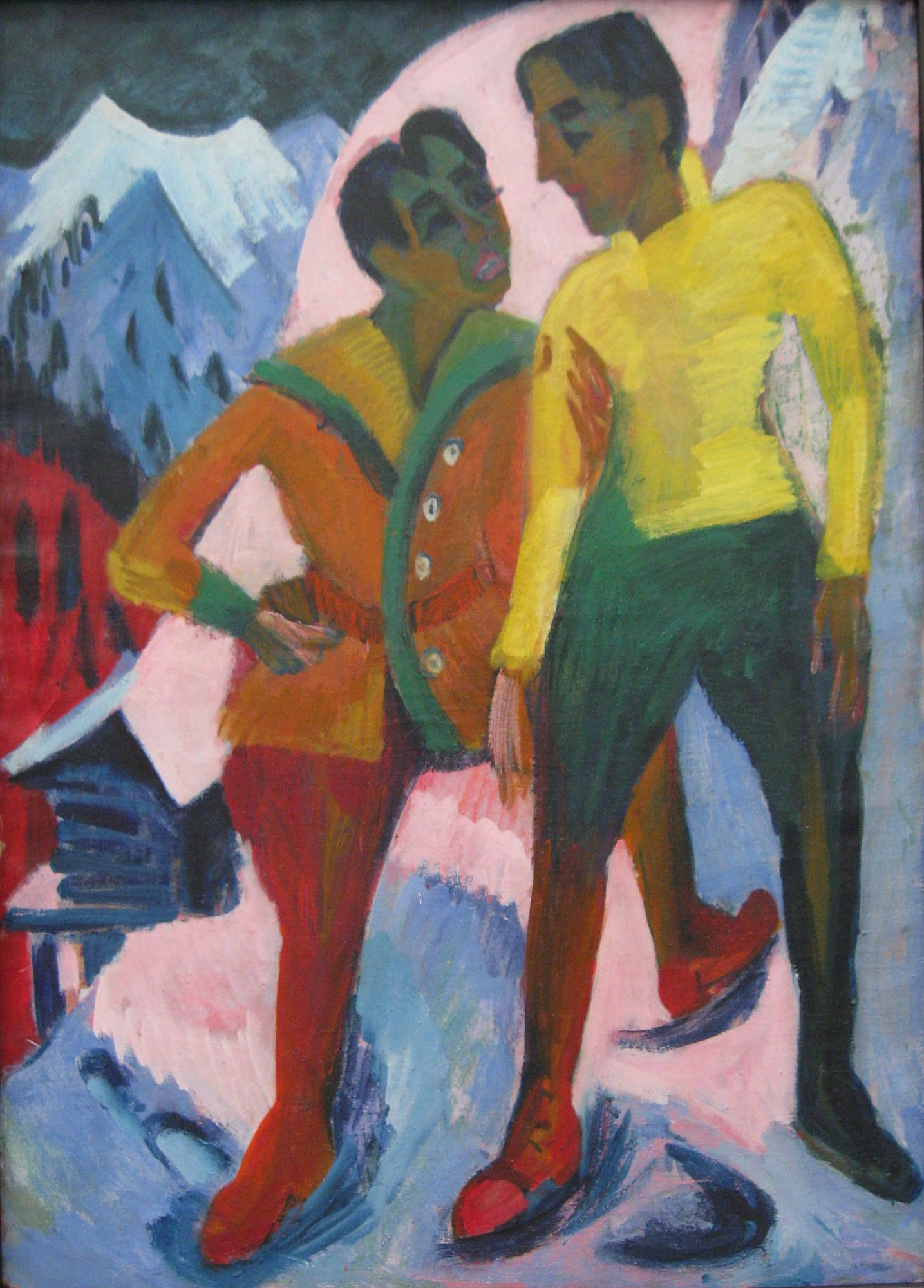
Ernst Ludwig Kirchner: Zwei Brüder M., 1921, das Gemälde stellt Hans (Giovanni) und seinen Bruder Arnold Mardersteig dar.

### Herkunft
Arnold Mardersteig entstammte einer künstlerisch geprägten Familie. Sein Großvater väterlicherseits war ein bedeutender Maler im Weimarer Umfeld Goethes; die Großmutter, eine geborene Kehr, führte ihre Herkunft auf die Familie Johann Sebastian Bachs zurück. Er war ein Sohn des Rechtsanwalts August Mardersteig (1853–1939) und Klara, geb. Blaeser (1862–1957). Sein Bruder war der spätere deutsch-italienische Verleger, Buchdrucker, Typograf und Buch- und Schrifthistoriker Hans (Giovanni) Mardersteig.

### Werdegang
Arnold Mardersteig trat am 1. Juli 1915 in die kaiserliche Marine ein. Bis Oktober 1915 war er zur Ausbildung an der Marineschule und auf der Freya. Als Seekadett kam er auf die Lützow und wurde hier am 19. April 1916 Fähnrich zur See. Während der Skagerrakschlacht war er II. Torpedooffizier der Lützow. Von Juni 1916 bis Juli 1918 diente er auf der Baden. Am 17. September 1917 wurde er Leutnant zur See. Bis Kriegsende war er zur Ausbildung an der U-Boot-Schule. Am 13. November 1919 wurde er aus der Marine entlassen.
Anschließend studierte er Rechtswissenschaften an der Universität München und promovierte später an der Universität Jena.
Später wurde er für die Reichsmarine reaktiviert und wurde als E-Offizier am 1. April 1934 Kapitänleutnant (E). 1935 war er Adjutant des Kommandanten der Befestigungen der pommerschen Küste, Konteradmiral Ludwig von Schröder, in Swinemünde. In dieser Position verblieb er auch nach Übergabe des Kommandos an Kapitän zur See Thilo von Seebach und wurde hier am 1. April 1938 zum Korvettenkapitän (E) befördert.
Später wurde er Fregattenkapitän d. R., Chef des Deutschen Nachrichtenbüros und war KTB-Offizier der Operationsabteilung der Skl.
Heinrich Walle und Jörg Hillmann geben u. a. an, dass sich Mardersteig für die konspirativen Aufgaben der Widerstandsgruppe um Claus Schenk Graf von Stauffenberg zur Verfügung stellte und war zumindest Mitwisser.
Nach dem Zweiten Weltkrieg vertiefte sich Mardersteig auf die kunsthistorische Forschung und veröffentlichte zahlreiche Bücher und Aufsätze zu dem Thema.

### Familie
Mardersteig heiratete Olga Ostermayr, die Tochter von Peter Ostermayr.  Aus der Ehe gingen Monika und der Film- und Medienrechtler Andreas Mardersteig hervor.

## Werke (Auswahl)
- Natur als Ausdruck der Seele: Ernst Ludwig Kirchner als Landschafter (Aufsatz). 1953.
- Alpenländische Gürtelornamentik. F. Bruckmann, München, 1954.
- Freude am Zeichnen: Aus Skizzenbüchern von Ernst Krüger. W. Alippe, Wiesbaden, 1968.
- Neuaufstellung der Volkskunde-Sammlung des Germanischen Nationalmuseums (Aufsatz). 1969.
- Toni Roth siebzig Jahre (Aufsatz). 1969.
- Der Maler Otto Scheinhammer. Die Brigg, Augsburg, 1970.
- Mäzenatentum für das Bayerische Nationalmuseum. 1971.
- Das Vermächtnis der Kunstsammlung Theodor und Woty Werner an Bayern (Aufsatz). 1972.